# Wolfgang Gartner
Wolfgang Gartner, pseudonimo di Joseph Thomas Youngman (17 marzo 1982), è un disc jockey e produttore discografico statunitense.

## Discografia

### Album studio
- Back Story (2012)
- 10 Ways to Steal Home Plate (2016)

### EPs
- Shapes (2007)
- Candy (2010)
- Hot for Teacher (2010)
- Medicine (2018)
- Tucson (2020)

### Singoli
- Emergency (2008)
- Yin / Yang (con Francis Preve) (2009)
- Animal Rights (con deadmau5) (2010)
- Conscindo (con Mark Knight) (2010)
- Illmerica (2010)
- Fire Power / Latin Fever (2010)
- Undertaker (2010)
- Wolfgang's 5th Symphony / The Grey Agenda (2010)
- Push & Rise (2010)
- Hook Shot (2010)
- Flashback (2010)
- Montezuma / Frenetica (2010)
- Killer / Flam Mode (2010)
- Space Junk (2010)
- Forever (2011)
- Bounce / Get It (2011)
- Forever (feat. will.i.am) (2011)
- Redline (2011)
- We Own the Night (con Tiësto) (2012)
- Flexx (2012)
- Casual Encounters of the 3rd Kind (2012)
- Love & War (2012)
- Evil Lurks (con Tom Staar) (2012)
- Hounds of Hell (con Tommy Trash) (2013)
- Channel 42 (con deadmau5) (2013)
- Overdose (feat. Medina) (2013)
- Anaconda (2013)
- There and Back (2013)
- Piranha (2013)
- Unholy (2014)
- Turn Up (2015)
- Devotion (2016)
- Badboy Sound (2017)
- Borneo (con Aero Chord) (2017)
- Find a Way (2017)
- Banshee (con k?d) (2018)
- Ching Ching (2018)
- The Upside Down (con JayKode) (2018)
- Freak (2018)
- Deja Vu (2018)
- Ectoplasm (2019)
- 28 Grams (2019)
- Supercars (2020)
- Electric Soul (2020)
- Battlestations (con Kill the Noise) (2020)
- Channel 43 (con deadmau5) (2021)